# Wilson, Texas
Wilson är en ort i Lynn County i Texas, USA.